# Secusio drucei
Secusio drucei är en fjärilsart som beskrevs av W.Rothschild 1933. Secusio drucei ingår i släktet Secusio och familjen björnspinnare. Inga underarter finns listade.